# Амадок I
Амадок I (греч. Μήτοκος Α) — фракийский царь в Одрисском государстве во второй половине V — начале IV веков до н. э.

## Биография
Амадок I появляется на исторической сцене около 407 года до н. э. По другим сведениям, правил с 410 по 390 гг. до н. э. Происхождение его неизвестно. У Ксенофонта в «Анабасисе Кира» Аматок упоминается как «горный царь», «царь одрисский», а Исократ характеризует его как «старого». Время правления Амадока стало периодом укрепления и возвышения Одрисской державы. Царь проводил также умелую дипломатическую политику, установив добрососедские отношения с Афинами и личные, дружеские — с Алкивиадом.
Первоначально Амадок покровительствовал сыну своего соправителя Майсада, Севту II, однако позднее между ними возник конфликт, отношения между Севтом и Амадоком обострились. Амадок контролировал действия принца, последний же желал из младшего соправителя превратиться в самостоятельного властелина, и организовал против Амадока заговор. Для разрешения этого конфликта Афины выступили в качестве третьей стороны и поручили Фрасибулу установить, кто в данном споре прав. Фрасибул отдал предпочтение Амадоку и признал его законным правителем Одрисского царства.
Амадок I в годы своего правления чеканил на монетном дворе в Маронее бронзовые и серебряные монеты.